# Высшие Лубянки
Высшие Лубянки (укр. Вищі Луб'янки) — село в Збаражской городской общине Тернопольского района Тернопольской области Украины.
Код КОАТУУ — 6122481501. Население по переписи 2001 года составляло 1012 человек.
До 2020 года входило в Збаражский район.

## Географическое положение
Село Высшие Лубянки находится на берегу безымянной речушки, которая через 4 км впадает в реку Гнезна Гнилая,
выше по течению на расстоянии в 1 км расположено село Новый Роговец,
ниже по течению примыкает село Низшие Лубянки.
Через село проходит автомобильная дорога Т-2010.

## История
- 1564 год — дата основания.

## Объекты социальной сферы
- Школа I—II ст.
- Клуб.
- Фельдшерско-акушерский пункт.

## Достопримечательности
- Братская могила советских воинов.